# Rádio Sociedade da Bahia
Rádio Sociedade da Bahia é uma emissora de rádio brasileira sediada em Salvador, capital do estado da Bahia. Opera nas frequências AM 740 kHz e FM 102,5 MHz (concessão em Lauro de Freitas), e pertence ao Grupo Record. Seus estúdios estão localizados no bairro da Federação, juntamente com sua coirmã Record Bahia, enquanto seus transmissores para AM estão na cidade de Vera Cruz, na Ilha de Itaparica, e os de FM no bairro Pernambués.

## História
Em janeiro de 1924, menos de um ano após a inauguração da Rádio Sociedade do Rio de Janeiro, um grupo de acadêmicos de medicina e engenheiros baianos, que incluía os senhores Agenor Augusto de Miranda, Cesário de Andrade e Arquimedes Gonçalves, mobilizou-se para a criação da primeira emissora de rádio da Bahia. Após audiências com o governador José Joaquim Seabra, e contando com o apoio do engenheiro técnico Moreno Del Valle, foram importados e instalados equipamentos de transmissão na sede do Instituto Politécnico da Bahia, na Avenida Sete de Setembro, 254, no Largo de São Pedro, enquanto seu transmissor, na época com apenas 5 kW de potência, estava no bairro da Federação. Em 12 de março, foi lançado o edital para a criação de uma assembleia geral de 200 cotistas, que iriam compor o quadro de acionistas da futura emissora.
A Rádio Sociedade da Bahia foi inaugurada oficialmente em 27 de março daquele ano, com uma solenidade pública realizada em suas instalações no Palacete Mercury, na Rua Chile, de propriedade do imigrante italiano Giovanno Mercury (bisavô da cantora Daniela Mercury), que cedeu o local provisoriamente durante alguns meses. No entanto, suas transmissões iniciais remontam ao dia 24 de março de 1924, data em que passou a ser comemorado oficialmente o seu aniversário nos anos seguintes. Mesmo não havendo registros de transmissões naquele dia, a data era sustentada por testemunhos orais dos envolvidos e é tida como a da fundação oficial da Rádio Sociedade da Bahia.
No início da década de 1930, a emissora deixa de ser uma sociedade e é adquirida pelo empresário Armando Correia da Rocha. A nova gestão inaugura um novo transmissor de 10 kW, transfere seus estúdios para um pavilhão no Passeio Público, onde realizava eventos desde 1928, e prioriza uma programação comercial, voltada para o entretenimento, com ênfase na música popular, sem abrir mão totalmente do erudito. Favorecida pelo Decreto-Lei n.º 21.111 de 1932, que liberava os espaços comerciais nas emissoras de rádio, passou a dispor de recursos extras de publicidade na sua receita, e começou a estruturar o que seria o tripé música, esportes e notícias, com a montagem do seu departamento de radioteatro e também o núcleo inicial do jornalismo, voltado quase que exclusivamente para esportes, em função da censura vigente e de medidas restritivas aos meios de comunicação adotadas pelo governo de Getúlio Vargas. Também nesta época, iniciou a transmissão de jogos realizados no Campo da Graça, com narração de Roberto Machado Freitas, e posteriormente Ubaldo Câncio de Carvalho, então considerado pela imprensa escrita o melhor locutor esportivo do Norte e Nordeste. As transmissões eram realizadas através de uma linha telefônica, com grande comprometimento do sinal; o locutor não dispunha de cabine, ficava no campo sempre atento ao emaranhado de fios que poderiam interromper a sua transmissão.
Em 1940, a rádio é vendida para os Diários Associados, liderado por Assis Chateaubriand. A presidência da emissora é assumida por Gileno Amado, enquanto Odorico Montenegro Tavares torna-se diretor geral. Seus estúdios são transferidos do Passeio Público para a Rua Portugal, 6, no bairro do Comércio, e posteriormente para a Rua Carlos Gomes, no prédio onde hoje funciona o Espaço Caixa Cultural. Com a chegada da Rádio Excelsior da Bahia, sua primeira concorrente, a Sociedade mudou sua programação para garantir a liderança de audiência. A rádio investe nos tradicionais programas de auditório da era de ouro do rádio, além das radionovelas, programas humorísticos e festivais de música. Em 1956, a emissora inaugura um novo transmissor de 50 kW, instalado no município de Simões Filho, possibilitando a cobertura do todo o estado.
Com o passar dos anos, a Rádio Sociedade tem suas operações complementadas com outros veículos criados pela cadeia Associada em Salvador, como a TV Itapoan e os jornais Estado da Bahia e Diário de Notícias. Em 1970, Odorico Tavares assume a presidência da rádio, após a morte de Gileno Amado. Um ano depois, os estúdios da emissora passam a funcionar na atual sede da Federação, juntamente com a TV Itapoan. A programação da Rádio Sociedade, com programas populares, esportivos e jornalísticos continua a fazer sucesso, porém a crise dos Diários Associados, que teve início com a morte de Assis Chateaubriand em 1968, se acentua.
Em 1976, David Raw assume o controle das empresas associadas na Bahia para estancar a crise do grupo. Porém, em 1980, os veículos são vendidos para o político Pedro Irujo, passando a fazer parte do Sistema Nordeste de Comunicação. A presidência da Rádio Sociedade é assumida por Heliete Rodrigues Irujo, e Luiz Pedro Irujo torna-se diretor geral. Em 1982, a emissora transfere seus transmissores para a Ilha de Itaparica, passando a operar com 100 kW de potência. Na programação, surge o tradicional Balanço Geral, apresentado por Fernando José e com reportagens de Guilherme Santos. O programa posteriormente ganha uma versão televisiva, que hoje é destaque na maior parte das emissoras da RecordTV.
Em 1997, a Rádio Sociedade e a TV Itapoan são vendidas para o líder da Igreja Universal do Reino de Deus, Edir Macedo, passando a fazer parte do Grupo Record). A nova administração promove várias reformulações ao longo dos anos, como a criação de novos programas e a transmissão via internet.
Em 13 de fevereiro de 2013, os programas e jornadas esportivas da emissora passaram a ser retransmitidos através da Rede Aleluia Salvador, em FM 95,9 MHz, juntamente com a programação religiosa da emissora. Em 11 de janeiro de 2016, a Rádio Sociedade passou a transmitir toda a sua programação no dial, através da frequência 102.5 MHz, substituindo a Tudo FM.